# Parque Natural Regional de Haut-Languedoc

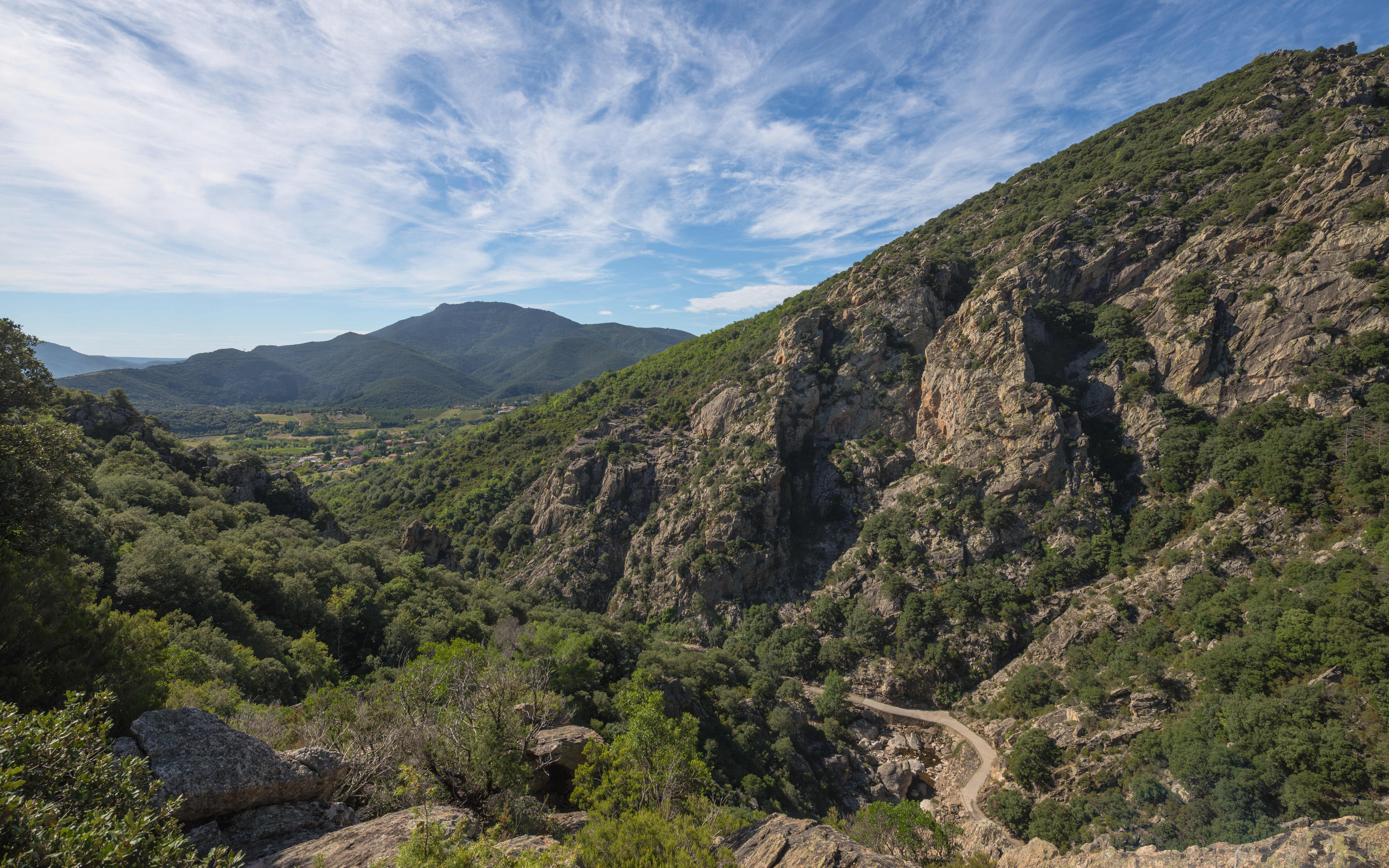
Extremidade sul das Gorges d'Héric, Mons, Hérault.

O Parque Natural Regional de Haut-Languedoc (em francês:  Parc naturel régional du Haut-Languedoc) é um parque natural regional da França localizado no sul do Maciço Central, nos departamentos de Aveyron, Hérault e Tarn. Essas áreas são consideradas Haut-Languedoc, em comparação com o Bas-Languedoc.
Administrado pela Federação de Parques Naturais Regionais da França (em francês:  Fédération des Parcs Naturels Régionaux de France), foi criado em 22 de outubro de 1973 e revisado em 17 de agosto de 1999. Tem uma área de 2.605 km² e 82.000 pessoas vivem dentro de seus limites.
O parque compreende uma gama muito diversificada de paisagens, razão pela qual sete áreas diferentes foram oficialmente definidas dentro dele:

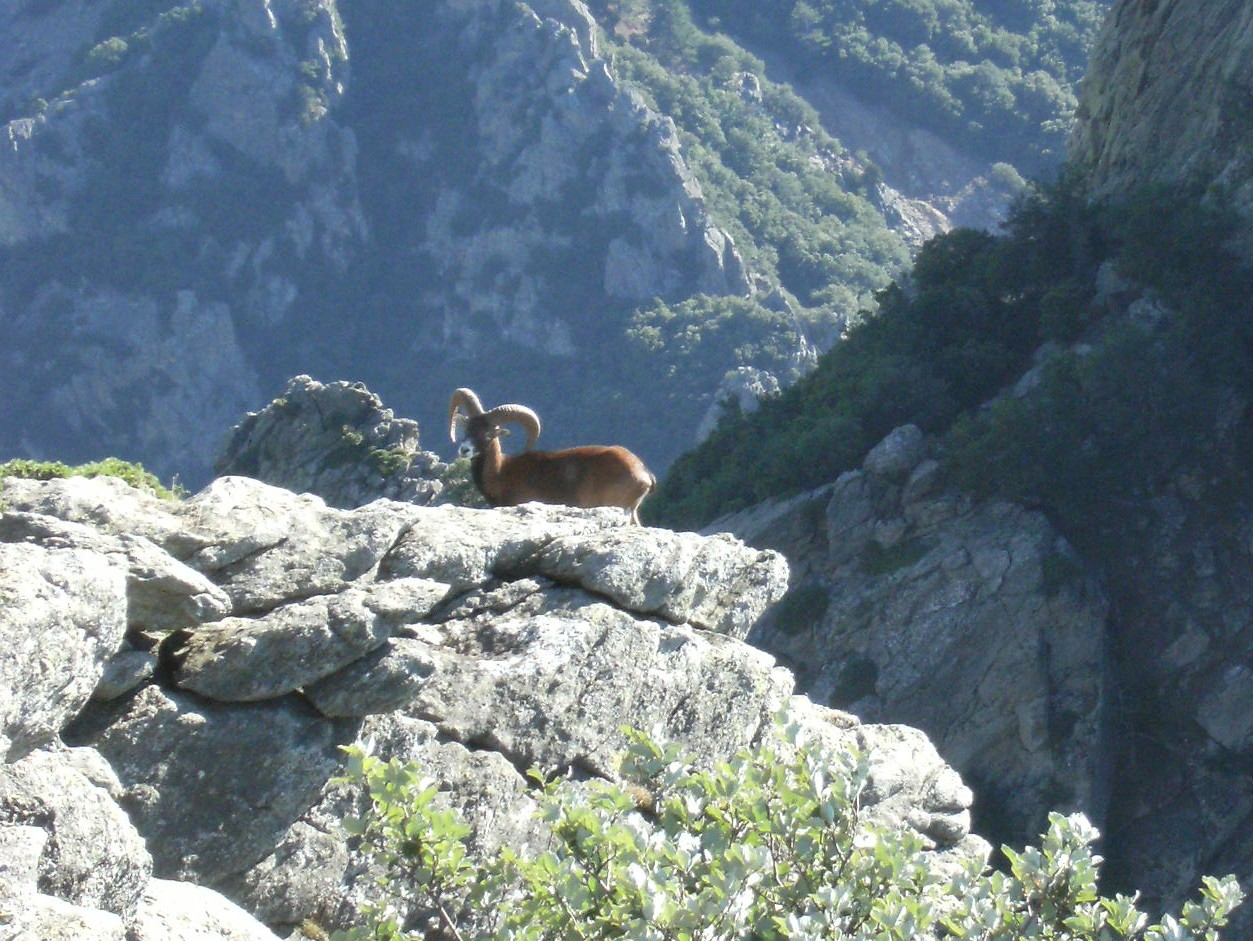
Um muflão no parque.

- Caroux-Espinouse
- Montagne noire
- Monts de Lacaune
- Monts d'Orb
- Plateau des Lacs
- Sidobre
- Vignes et Vallées

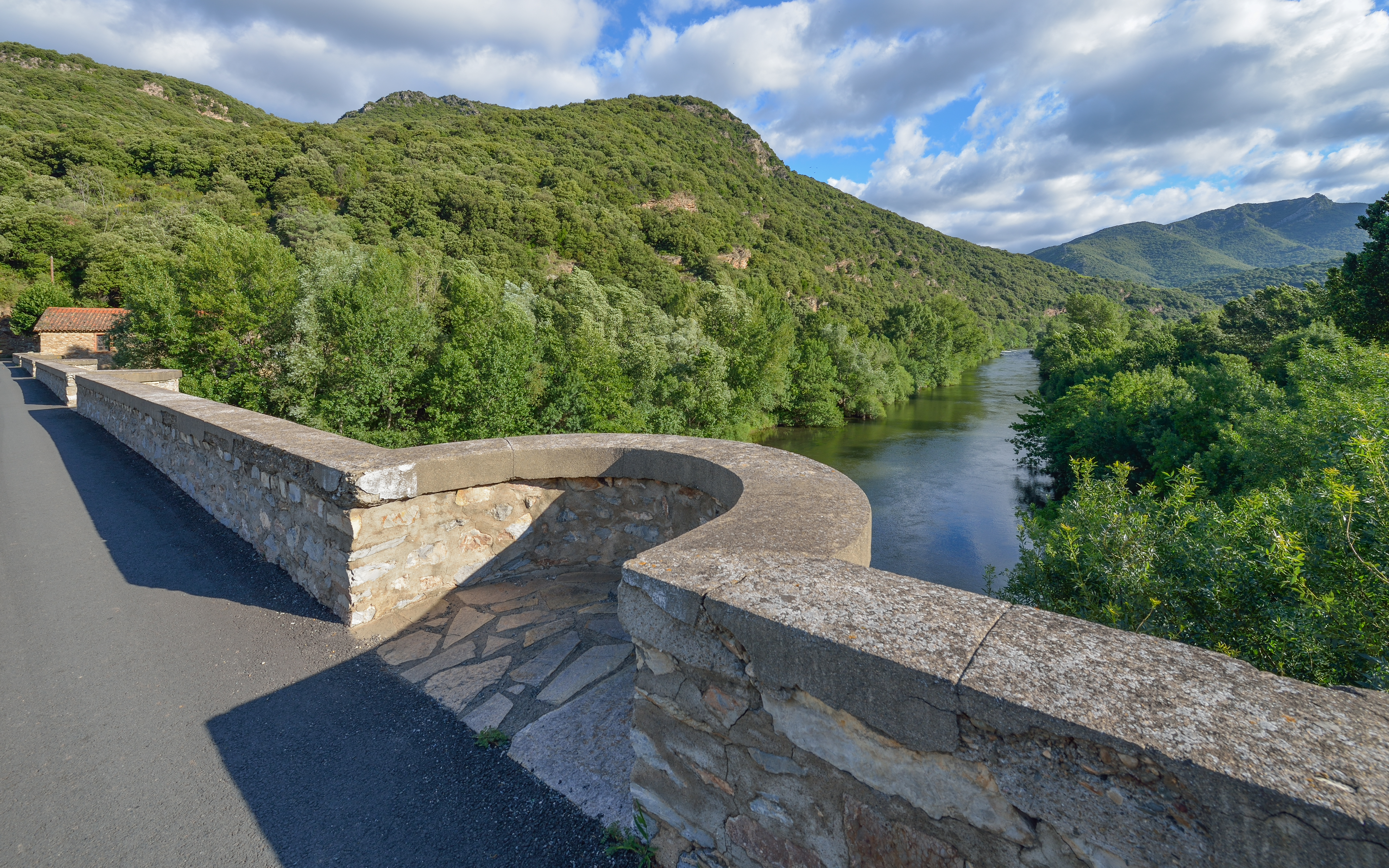
O Orbe no vilarejo de Ceps. Roquebrun, Hérault.

 O parque é o habitat de mais de 240 espécies de aves, em uma variedade impressionante de climas e paisagens. Também oferece um lar para muflões, reintroduzidos da Córsega com sucesso.